# Oscar de melhor filme de animação
Esta é uma lista de vencedores e indicados para o Óscar de melhor filme de animação.

## Vencedores e indicados

### Prêmios especiais
| Ano                             | Filme            | Recipiente |
| ------------------------------- | ---------------- | ---------- |
| 1938                            |                  |            |
| Snow White and the Seven Dwarfs | Walt Disney      |            |
| 1989                            |                  |            |
| Who Framed Roger Rabbit         | Richard Williams |            |
| 1996                            |                  |            |
| Toy Story                       | John Lasseter    |            |

### Década de 2000
| Ano                                            | Filme                             | Recipiente |
| ---------------------------------------------- | --------------------------------- | ---------- |
| 2002                                           |                                   |            |
| Shrek                                          | Aaron Warner                      |            |
| Jimmy Neutron: Boy Genius                      | John A. Davis Steve Oedekerk      |            |
| Monsters, Inc                                  | Pete Docter John Lasseter         |            |
| 2003                                           |                                   |            |
| Sen to Chihiro no Kamikakushi 千と千尋の神隠し | Hayao Miyazaki                    |            |
| Ice Age                                        | Chris Wedge                       |            |
| Lilo & Stitch                                  | Chris Sanders                     |            |
| Spirit: Stallion of the Cimarron               | Jeffrey Katzenberg                |            |
| Treasure Planet                                | Ron Clements                      |            |
| 2004                                           |                                   |            |
| Finding Nemo                                   | Andrew Stanton                    |            |
| Brother Bear                                   | Aaron Blaise Robert Walker        |            |
| Les triplettes de Belleville                   | Sylvain Chomet                    |            |
| 2005                                           |                                   |            |
| The Incredibles                                | Brad Bird                         |            |
| Shark Tale                                     | Bill Damaschke                    |            |
| Shrek 2                                        | Andrew Adamson                    |            |
| 2006                                           |                                   |            |
| Wallace & Gromit: The Curse of the Were-Rabbit | Steve Box Nick Park               |            |
| Corpse Bride                                   | Tim Burton Mike Johnson           |            |
| Hauru no Ugoku Shiro ハウルの動く城            | Hayao Miyazaki                    |            |
| 2007                                           |                                   |            |
| Happy Feet                                     | George Miller                     |            |
| Cars                                           | John Lasseter                     |            |
| Monster House                                  | Gil Kenan                         |            |
| 2008                                           |                                   |            |
| Ratatouille                                    | Brad Bird                         |            |
| Persepolis                                     | Vincent Paronnaud Marjane Satrapi |            |
| Surf's Up                                      | Ash Brannon Chris Buck            |            |
| 2009                                           |                                   |            |
| WALL·E                                         | Andrew Stanton                    |            |
| Bolt                                           | Byron Howard Chris Williams       |            |
| Kung Fu Panda                                  | Mark Osborne John Wayne Stevenson |            |

### Década de 2010
| Ano                                          | Filme                                                                    | Recipiente |
| -------------------------------------------- | ------------------------------------------------------------------------ | ---------- |
| 2010                                         |                                                                          |            |
| Up                                           | Pete Docter                                                              |            |
| Coraline                                     | Henry Selick                                                             |            |
| Fantastic Mr. Fox                            | Wes Anderson                                                             |            |
| The Princess and the Frog                    | Ron Clements John Musker                                                 |            |
| The Secret of Kells                          | Tomm Moore                                                               |            |
| 2011                                         |                                                                          |            |
| Toy Story 3                                  | Lee Unkrich                                                              |            |
| How to Train Your Dragon                     | Dean DeBlois Chris Sanders                                               |            |
| L'Illusionniste                              | Sylvain Chomet                                                           |            |
| 2012                                         |                                                                          |            |
| Rango                                        | Gore Verbinski                                                           |            |
| Une Vie de Chat                              | Jean-Loup Felicioli Alain Gagnol                                         |            |
| Chico & Rita                                 | Javier Mariscal Fernando Trueba                                          |            |
| Kung Fu Panda 2                              | Jennifer Yuh Nelson                                                      |            |
| Puss in Boots                                | Chris Miller                                                             |            |
| 2013                                         |                                                                          |            |
| Brave                                        | Mark Andrews Brenda Chapman                                              |            |
| Frankenweenie                                | Tim Burton                                                               |            |
| ParaNorman                                   | Chris Butler Sam Fell                                                    |            |
| The Pirates! In an Adventure with Scientists | Peter Lord                                                               |            |
| Wreck-It Ralph                               | Rich Moore                                                               |            |
| 2014                                         |                                                                          |            |
| Frozen                                       | Chris Buck Peter Del Vecho Jennifer Lee                                  |            |
| The Croods                                   | Kristine Belson Kirk DeMicco Chris Sanders                               |            |
| Despicable Me 2                              | Pierre Coffin Chris Meledandri Chris Renaud                              |            |
| Ernest & Celestine                           | Didier Brunner Benjamin Renner                                           |            |
| Kaze Tachinu 風立ちぬ                        | Hayao Miyazaki Toshio Suzuki                                             |            |
| 2015                                         |                                                                          |            |
| Big Hero 6                                   | Roy Conli Don Hall Chris Williams                                        |            |
| The Boxtrolls                                | Graham Annable Travis Knight Anthony Stacchi                             |            |
| How to Train Your Dragon 2                   | Bonnie Arnold Dean DeBlois                                               |            |
| Song of the Sea                              | Tomm Moore Paul Young                                                    |            |
| Kaguya-hime no Monogatari かぐや姫の物語     | Isao Takahata Yoshiaki Nishimura                                         |            |
| 2016                                         |                                                                          |            |
| Inside Out                                   | Pete Docter Jonas Rivera                                                 |            |
| Anomalisa                                    | Charlie Kaufman Duke Johnson Rosa Tran                                   |            |
| O Menino e o Mundo                           | Alê Abreu                                                                |            |
| Shaun the Sheep Movie                        | Richard Starzak Mark Burton                                              |            |
| Omoide no Marnie 思い出のマーニー            | Hiromasa Yonebayashi Yoshiaki Nishimura                                  |            |
| 2017                                         |                                                                          |            |
| Zootopia                                     | Byron Howard Rich Moore Clark Spencer                                    |            |
| Kubo and the Two Strings                     | Travis Knight Arianne Sutner                                             |            |
| Moana                                        | Ron Clements John Musker Osnat Shurer                                    |            |
| Ma Vie de Courgette                          | Claude Barras Max Karli                                                  |            |
| La Tortue Rouge                              | Michaël Dudok de Wit Toshio Suzuki                                       |            |
| 2018                                         |                                                                          |            |
| Coco                                         | Lee Unkrich Darla K. Anderson                                            |            |
| The Boss Baby                                | Tom McGrath Ramsey Ann Naito                                             |            |
| Loving Vincent                               | Dorota Kobiela Hugh Welchman Ivan Mactaggart                             |            |
| Ferdinand                                    | Carlos Saldanha Lori Forte                                               |            |
| The Breadwinner                              | Nora Twomey Anthony Leo                                                  |            |
| 2019                                         |                                                                          |            |
| Spider-Man: Into the Spider-Verse            | Bob Persichetti Peter Ramsey Rodney Rothman Phil Lord Christopher Miller |            |
| Incredibles 2                                | Brad Bird John Walker Nicole Paradis Grindle                             |            |
| Ralph Breaks the Internet                    | Rich Moore Phil Johnston Clark Spencer                                   |            |
| Isle of Dogs                                 | Wes Anderson Scott Rudin Steven M. Rales Jeremy Dawson                   |            |
| Mirai no Mirai 未来のミライ                  | Mamoru Hosoda Yuichiro Saito                                             |            |

### Década de 2020
| Ano                                           | Filme                                                                                 | Recipiente |
| --------------------------------------------- | ------------------------------------------------------------------------------------- | ---------- |
| 2020                                          |                                                                                       |            |
| Toy Story 4                                   | Josh Cooley Mark Nielsen Jonas Rivera                                                 |            |
| How to Train Your Dragon: The Hidden World    | Dean DeBlois Bonnie Arnold Brad Lewis                                                 |            |
| J'ai Perdu Mon Corps                          | Jérémy Clapin Marc du Pontavice                                                       |            |
| Klaus                                         | Sergio Pablos Jinko Gotoh Marisa Román                                                |            |
| Missing Link                                  | Chris Butler Travis Knigh Arianne Sutner                                              |            |
| 2021                                          |                                                                                       |            |
| Soul                                          | Pete Docter Dana Murray                                                               |            |
| Onward                                        | Dan Scanlon Kori Rae                                                                  |            |
| Over The Moon                                 | Glen Keane Gennie Rim Peilin Chou                                                     |            |
| A Shaun the Sheep Movie: Farmageddon          | Richard Phelan Will Becher Paul Kewley                                                |            |
| Wolfwalkers                                   | Tomm Moore Ross Stewart Paul Young Stéphan Roelants                                   |            |
| 2022                                          |                                                                                       |            |
| Encanto                                       | Jared Bush Byron Howard Yvett Merino Clark Spencer                                    |            |
| Flee                                          | Jonas Poher Rasmussen Monica Hellström Signe Byrge Sørensen Charlotte De La Gournerie |            |
| Luca                                          | Enrico Casarosa Andrea Warren                                                         |            |
| The Mitchells vs. the Machines                | Mike Rianda Phil Lord Christopher Miller Kurt Albrecht                                |            |
| Raya and the Last Dragon                      | Don Hall Carlos López Estrada Osnat Shurer Peter Del Vecho                            |            |
| 2023                                          |                                                                                       |            |
| Guillermo del Toro's Pinocchio                | Guillermo del Toro Mark Gustafson Gary Ungar Alex Bulkley                             |            |
| Marcel the Shell with Shoes On                | Dean Fleischer Camp Elisabeth Holm Andrew Goldman Caroline Kaplan Paul Mezey          |            |
| Puss in Boots: The Last Wish                  | Joel Crawford Mark Swift                                                              |            |
| The Sea Best                                  | Chris Williams Jed Schlanger                                                          |            |
| Turning Red                                   | Domee Shi Lindsey Collins                                                             |            |
| 2024                                          |                                                                                       |            |
| Kimitachi wa Dō Ikiru ka 君たちはどう生きるか | Hayao Miyazaki Toshio Suzuki                                                          |            |
| Elemental                                     | Peter Sohn Denise Ream                                                                |            |
| Nimona                                        | Nick Bruno Troy Quane Karen Ryan Julie Zachary                                        |            |
| Robot Dreams                                  | Pablo Berger Ibon Cormenzana Ignasi Estapé Sandra Tapia Díaz                          |            |
| Spider-Man: Across the Spider-Verse           | Kemp Powers Justin K. Thompson Phil Lord Christopher Miller Amy Pascal                |            |
| 2025                                          |                                                                                       |            |
| Flow                                          | Gints Zilbalodis Matīss Kaža Ron Dyens Gregory Zalcman                                |            |
| Inside Out 2                                  | Kelsey Mann Mark Nielsen                                                              |            |
| Memoir of a Snail                             | Adam Elliot Liz Kearney                                                               |            |
| Wallace & Gromit: Vengeance Most Fowl         | Nick Park Merlin Crossingham Richard Beek                                             |            |
| The Wild Robot                                | Chris Sanders Jeff Hermann                                                            |            |